# Salts al Campionat del Món de natació de 1978
La competició de salts al Campionat del Món de natació de 1978 es realitzà al complex esportiu de la Piscina Olímpica de Berlín Oest (República Federal d'Alemanya).

## Proves
Es realitzen quatre proves, separades en competició masculina i competició femenina:
- trampolí 3 m
- plataforma 10 m

## Resum de medalles

### Categoria masculina
| Event            | Or                  | Or     | Plata               | Plata  | Bronze                 | Bronze |
| trampolí 3 m.    | Phil Boggs (USA)    | 913.95 | Falk Hoffmann (GDR) | 873.33 | Giorgio Cagnotto (ITA) | 845.51 |
| plataforma 10 m. | Greg Louganis (USA) | 844.11 | Falk Hoffmann (GDR) | 836.76 | Vladimir Aleynik (URS) | 813.62 |

### Categoria femenina
| Event            | Or                   | Or     | Plata                 | Plata  | Bronze                  | Bronze |
| trampolí 3 m.    | Irina Kalinina (URS) | 691.43 | Cynthia Potter (USA)  | 643.22 | Jennifer Chandler (USA) | 637.41 |
| plataforma 10 m. | Irina Kalinina (URS) | 412.71 | Martina Jäschke (GDR) | 384.09 | Melissa Briley (USA)    | 364.74 |

## Medaller
| Posició | País           | Or | Plata | Bronze | Total |
| 1       | Estats Units   | 2  | 1     | 2      | 5     |
| 2       | Unió Soviètica | 2  | 0     | 1      | 3     |
| 3       | RDA            | 0  | 3     | 0      | 3     |
| 4       | Itàlia         | 0  | 0     | 1      | 1     |
| Total   | Total          | 4  | 4     | 4      | 12    |